# Onderzoeker
Een onderzoeker of onderzoekster is een persoon die onbekende zaken onderzoekt. In België wordt ook de term vorser gebruikt. Onderzoeksgebieden zijn onder meer:
- geneeskunde en farmacie, zoals naar nieuwe medicijnen (medisch onderzoek)
- natuurwetenschap (bijvoorbeeld het onderzoek naar de kleinste deeltjes of aan pulsars)
- techniek (botsonderzoeken bij auto's)
- maatschappij- en gedragswetenschappen
- marketing.

Wetenschappelijk onderzoek geschiedt in laboratoria, hoewel verschillende takken van de wetenschap ook veel veldonderzoek bedrijven. Experimenteel onderzoekers vindt echter niet alleen plaats in het laboratorium. Het bijhouden van het labjournaal kan veel tijd vragen, net als het opzetten van nieuw onderzoek. 
Voor medisch onderzoek (geneesmiddelenonderzoek) zijn er veel richtlijnen en vaak is voor dit onderzoek toestemming nodig van een medisch-ethische commissie. De aanvraag hiervoor wordt door onderzoekers gedaan, net als aanvragen voor eventuele subsidie. De resultaten van het onderzoek dienen gerapporteerd te worden, zodat anderen hier kennis van kunnen nemen. Voorafgaand besteden onderzoekers veel tijd aan het bestuderen van andermans resultaten.

## Fundamenteel of toegepast
Onderzoek is fundamenteel of toegepast. Fundamenteel onderzoek wordt meestal aan universiteiten uitgevoerd, hierbij zoekt men naar nieuwe kennis. Het gaat hier om "weten om het weten", dat bijdraagt aan de wetenschap en de algemene kennis, en later mogelijk leidt tot toepassingen. Zo kan er bij een universiteit of ziekenhuis onderzoek worden gedaan naar een bepaalde ziekteverwekker, zonder dat daar direct een nieuwe behandeling uitkomt. 
Toegepast onderzoek gebeurt onder meer bij technische universiteiten en TNO maar ook bij bedrijven, waar het doel commercieel is. Bestaande fundamentele kennis wordt gebruikt om een praktische toepassing of product te ontwikkelen. Zo kan een autofabrikant op zoek zijn naar een zuinige motor, omdat hier een markt voor is. Als de zuinige motor er dankzij toepassing van fundamenteel onderzoek eenmaal is, zal deze wellicht vaak verkocht worden en zo geld opbrengen.

## Publicatie
De uitkomst van fundamentele onderzoeken wordt vaak gepubliceerd in vaktijdschriften, zodat de resultaten voor iedereen bekend zijn. Zo kan eenieder voortbouwen op de nieuwe kennis. Toegepast onderzoek wordt daarentegen vaak vastgelegd in patenten, zodat alleen de onderzoekers (of het bedrijf waarin het onderzoek is verricht) met de nieuwe kennis geld kan gaan verdienen.